# Vi hasta till vägs
Vi hasta till vägs är en psalmtext med sex verser författade av Oscar Ahnfelt. Melodin komponerades av Leonard Höijer och publicerades 1850.

## Publicerad i
- Andeliga sånger 1893, tolfte häftet nr 197. (Ahnfelts Sånger utgiven i en samlad gottköpsupplaga).
- Guds lov 1935, 422 under rubriken Tidens korthet .
- Sions Sånger 1951 nr 204
- Sions Sånger 1981 nr 244 under rubriken "Längtan till hemlandet".